# ICC Trophy 1986
De ICC Trophy werd in 1986 voor de derde keer gehouden en de winnaar plaatste zich voor het wereldkampioenschap cricket 1987. Zestien landen namen deel. Net als de vorige editie werd het toernooi in Engeland gehouden. Zimbabwe won de finale van Nederland en ging naar het WK.

## Deelnemende landen en opzet
Alle 18 landen met een "Associate Member" bij de ICC mochten meedoen. De 18 leden mochten allen deelnemen aan het toernooi en werden verdeeld over twee groepen van negen. Kort voor de start trok Singapore zich terug omdat enkele spelers geen vrij konden krijgen van hun werk en nam West-Afrika niet deel. De nummers een en twee gingen door naar de halve finale. Een overwinning was goed voor vier punten, een gestaakte of afgezegde wedstrijd leverde twee punten op. Bij een gelijk aantal punten gaf het run rate de doorslag. De wedstrijden gingen over 60 overs.

## Wedstrijden

### Groepsfase
Groep A
| # | Team        | Gesp.           | W               | V               | RR              | Ptn             |
| - | ----------- | --------------- | --------------- | --------------- | --------------- | --------------- |
| 1 | Zimbabwe    | 6               | 6               | 0               | 4.916           | 24              |
| 2 | Denemarken  | 6               | 5               | 1               | 3.681           | 20              |
| 3 | Maleisië    | 6               | 3               | 3               | 2.901           | 12              |
| 4 | Kenia       | 6               | 3               | 3               | 2.720           | 12              |
| 5 | Oost-Afrika | 6               | 2               | 4               | 2.835           | 8               |
| 6 | Bangladesh  | 6               | 2               | 4               | 2.742           | 8               |
| 7 | Argentinië  | 6               | 0               | 6               | 2.223           | 0               |
| - | Singapore   | trok zich terug | trok zich terug | trok zich terug | trok zich terug | trok zich terug |
| - | West-Afrika | nam niet deel   | nam niet deel   | nam niet deel   | nam niet deel   | nam niet deel   |

| 11 juni | Denemarken 221/7 (50) | v | Argentinië 100 (46.4) | Denemarken wint met 121 runs Kenilworth |
| 11 juni |                       |   |                       | Denemarken wint met 121 runs Kenilworth |
|         |                       |   |                       |                                         |

| 11 juni | Zimbabwe 315/7 (60) | v | Bangladesh 171/8 (60) | Zimbabwe wint met 144 runs Shirley |
| 11 juni |                     |   |                       | Zimbabwe wint met 144 runs Shirley |
|         |                     |   |                       |                                    |

| 11 juni | Oost-Afrika 140 (55.3) | v | Maleisië 142/8 (54.2) | Maleisië wint met 2 wickets Burton-upon-Trent |
| 11 juni |                        |   |                       | Maleisië wint met 2 wickets Burton-upon-Trent |
|         |                        |   |                       |                                               |

| 11 juni | Kenia | v | West-Afrika | Wedstrijd afgelast Banbury |
| 11 juni |       |   |             | Wedstrijd afgelast Banbury |
|         |       |   |             |                            |

| 13 juni | Maleisië 226/9 (60) | v | Argentinië 88 (54.1) | Maleisië wint met 138 runs Studley |
| 13 juni |                     |   |                      | Maleisië wint met 138 runs Studley |
|         |                     |   |                      |                                    |

| 13 juni | Bangladesh 143 (54.4) | v | Kenia 134 (59) | Bangladesh wint met 9 runs Wednesbury |
| 13 juni |                       |   |                | Bangladesh wint met 9 runs Wednesbury |
|         |                       |   |                |                                       |

| 13 juni | Denemarken | v | Singapore | Wedstrijd afgelast Bedworth |
| 13 juni |            |   |           | Wedstrijd afgelast Bedworth |
|         |            |   |           |                             |

| 13 juni | West-Afrika | v | Zimbabwe | Wedstrijd afgelast Water Orton |
| 13 juni |             |   |          | Wedstrijd afgelast Water Orton |
|         |             |   |          |                                |

| 16 juni | Argentinië | v | Singapore | Wedstrijd afgelast Wombourne |
| 16 juni |            |   |           | Wedstrijd afgelast Wombourne |
|         |            |   |           |                              |

| 16 juni | Bangladesh | v | West-Afrika | Wedstrijd afgelast Bromsgrove |
| 16 juni |            |   |             | Wedstrijd afgelast Bromsgrove |
|         |            |   |             |                               |

| 16 juni | Denemarken 274/7 (60) | v | Oost-Afrika 161 (46.4) | Denemarken wint met 113 runs Solihull |
| 16 juni |                       |   |                        | Denemarken wint met 113 runs Solihull |
|         |                       |   |                        |                                       |

| 16 juni | Kenia 82 (36) | v | Zimbabwe 85/3 (28.2) | Zimbabwe wint met 7 wickets Sutton Coldfield |
| 16 juni |               |   |                      | Zimbabwe wint met 7 wickets Sutton Coldfield |
|         |               |   |                      |                                              |

| 18 juni | Zimbabwe 357/7 (60) | v | Argentinië 150 (45) | Zimbabwe wint met 207 runs Wolverhampton |
| 18 juni |                     |   |                     | Zimbabwe wint met 207 runs Wolverhampton |
|         |                     |   |                     |                                          |

| 18 juni | Maleisië 239 (56.5) | v | Bangladesh 182 (51.4) | Maleisië wint met 57 runs Moseley |
| 18 juni |                     |   |                       | Maleisië wint met 57 runs Moseley |
|         |                     |   |                       |                                   |

| 18 juni | Oost-Afrika | v | West-Afrika | Wedstrijd afgelast Brewood |
| 18 juni |             |   |             | Wedstrijd afgelast Brewood |
|         |             |   |             |                            |

| 18 juni | Kenia | v | Singapore | Wedstrijd afgelast Stafford |
| 18 juni |       |   |           | Wedstrijd afgelast Stafford |
|         |       |   |           |                             |

| 20 juni | Bangladesh 162 (58.5) | v | Oost-Afrika 166/4 (57.4) | Oost-Afrika wint met 6 wickets Coventry |
| 20 juni |                       |   |                          | Oost-Afrika wint met 6 wickets Coventry |
|         |                       |   |                          |                                         |

| 20 juni | Denemarken 146 (58.2) | v | Zimbabwe 148/2 (34.5) | Zimbabwe wint met 8 wickets Kidderminster |
| 20 juni |                       |   |                       | Zimbabwe wint met 8 wickets Kidderminster |
|         |                       |   |                       |                                           |

| 20 juni | Maleisië 154 (54.3) | v | Kenia 158/5 (42.4) | Kenia wint met 5 wickets Himley |
| 20 juni |                     |   |                    | Kenia wint met 5 wickets Himley |
|         |                     |   |                    |                                 |

| 20 juni | Singapore | v | West-Afrika | Wedstrijd afgelast Wolverhampton |
| 20 juni |           |   |             | Wedstrijd afgelast Wolverhampton |
|         |           |   |             |                                  |

| 23 juni | Oost-Afrika 261/8 (60) | v | Argentinië 177 (53.4) | Oost-Afrika wint met 84 runs Amblecote |
| 23 juni |                        |   |                       | Oost-Afrika wint met 84 runs Amblecote |
|         |                        |   |                       |                                        |

| 23 juni | Bangladesh | v | Singapore | Wedstrijd afgelast Lichfield |
| 23 juni |            |   |           | Wedstrijd afgelast Lichfield |
|         |            |   |           |                              |

| 23 juni | Denemarken | v | West-Afrika | Wedstrijd afgelast Alvechurch |
| 23 juni |            |   |             | Wedstrijd afgelast Alvechurch |
|         |            |   |             |                               |

| 23 juni | Maleisië 89 (36.2) | v | Zimbabwe 90/2 (21.2) | Zimbabwe wint met 8 wickets Melton Mowbray |
| 23 juni |                    |   |                      | Zimbabwe wint met 8 wickets Melton Mowbray |
|         |                    |   |                      |                                            |

| 25 juni | Argentinië 122 (49.2) | v | Bangladesh 125/3 (39.1) | Bangladesh wint met 7 wickets Hereford |
| 25 juni |                       |   |                         | Bangladesh wint met 7 wickets Hereford |
|         |                       |   |                         |                                        |

| 25 juni | Kenia 121 (46.5) | v | Denemarken 122/9 (46) | Denemarken wint met 1 Wicket Kenilworth |
| 25 juni |                  |   |                       | Denemarken wint met 1 Wicket Kenilworth |
|         |                  |   |                       |                                         |

| 25 juni | Oost-Afrika 140 (35.2) | v | Zimbabwe 143/0 (27) | Zimbabwe wint met 10 wickets Nantwich |
| 25 juni |                        |   |                     | Zimbabwe wint met 10 wickets Nantwich |
|         |                        |   |                     |                                       |

| 25 juni | Maleisië | v | Singapore | Wedstrijd afgelast Harborne |
| 25 juni |          |   |           | Wedstrijd afgelast Harborne |
|         |          |   |           |                             |

| 27 juni | Argentinië | v | West-Afrika | Wedstrijd afgelast Birmingham |
| 27 juni |            |   |             | Wedstrijd afgelast Birmingham |
|         |            |   |             |                               |

| 27 juni | Denemarken 265/8 (60) | v | Maleisië 178 (59.5) | Denemarken wint met 87 runs Bewdley |
| 27 juni |                       |   |                     | Denemarken wint met 87 runs Bewdley |
|         |                       |   |                     |                                     |

| 27 juni | Oost-Afrika 209/9 (60) | v | Kenia 146 (50.1) | Kenia wint met 63 runs Tamworth |
| 27 juni |                        |   |                  | Kenia wint met 63 runs Tamworth |
|         |                        |   |                  |                                 |

| 27 juni | Singapore | v | Zimbabwe | Wedstrijd afgelast Northampton |
| 27 juni |           |   |          | Wedstrijd afgelast Northampton |
|         |           |   |          |                                |

| 30 juni | Kenia 228 (53.5) | v | Argentinië 141 (48.4) | Kenia wint met 87 runs Sutton Coldfield |
| 30 juni |                  |   |                       | Kenia wint met 87 runs Sutton Coldfield |
|         |                  |   |                       |                                         |

| 30 juni | Bangladesh 147 (54.3) | v | Denemarken 148/6 (43.3) | Denemarken wint met 4 wickets Colwall |
| 30 juni |                       |   |                         | Denemarken wint met 4 wickets Colwall |
|         |                       |   |                         |                                       |

| 30 juni | Oost-Afrika | v | Singapore | Wedstrijd afgelast Birmingham |
| 30 juni |             |   |           | Wedstrijd afgelast Birmingham |
|         |             |   |           |                               |

| 30 juni | Maleisië | v | West-Afrika | Wedstrijd afgelast Wishaw |
| 30 juni |          |   |             | Wedstrijd afgelast Wishaw |
|         |          |   |             |                           |

Groep B
| # | Team                | Gesp. | W | V | RR    | Ptn |
| - | ------------------- | ----- | - | - | ----- | --- |
| 1 | Nederland           | 8     | 7 | 1 | 5.018 | 28  |
| 2 | Bermuda             | 8     | 7 | 1 | 4.620 | 28  |
| 3 | Verenigde Staten    | 8     | 7 | 1 | 4.216 | 28  |
| 4 | Canada              | 8     | 5 | 3 | 4.198 | 20  |
| 5 | Papoea-Nieuw-Guinea | 8     | 4 | 4 | 4.621 | 16  |
| 6 | Hongkong            | 8     | 3 | 5 | 3.530 | 12  |
| 7 | Fiji                | 8     | 2 | 6 | 2.641 | 8   |
| 8 | Gibraltar           | 8     | 1 | 7 | 2.451 | 4   |
| 9 | Israël              | 8     | 0 | 8 | 2.421 | 0   |

| 11 juni | Bermuda 304/9 (60) | v | Fiji 69 (20.1) | Bermuda wint met 235 runs Wellington |
| 11 juni |                    |   |                | Bermuda wint met 235 runs Wellington |
|         |                    |   |                |                                      |

| 11 juni | Verenigde Staten 151 (59.1) | v | Canada 79 (39.5) | Verenigde Staten wint met 72 runs Hinckley |
| 11 juni |                             |   |                  | Verenigde Staten wint met 72 runs Hinckley |
|         |                             |   |                  |                                            |

| 11 juni | Hongkong 324/5 (60) | v | Gibraltar 180/5 (60) | Hongkong wint met 144 runs Bridgnorth |
| 11 juni |                     |   |                      | Hongkong wint met 144 runs Bridgnorth |
|         |                     |   |                      |                                       |

| 11 juni | Nederland 271/6 (60) | v | Papoea-Nieuw-Guinea 52 (20.5) | Nederland wint met 219 runs Wolverhampton |
| 11 juni |                      |   |                               | Nederland wint met 219 runs Wolverhampton |
|         |                      |   |                               |                                           |

| 13 juni | Bermuda 407/8 (60) | v | Hongkong 180/6 (60) | Bermuda wint met 227 runs Nuneaton |
| 13 juni |                    |   |                     | Bermuda wint met 227 runs Nuneaton |
|         |                    |   |                     |                                    |

| 13 juni | Canada 225 (59.5) | v | Nederland 226/4 (57) | Nederland wint met 6 wickets Cheltenham |
| 13 juni |                   |   |                      | Nederland wint met 6 wickets Cheltenham |
|         |                   |   |                      |                                         |

| 13 juni | Israël 155 (60) | v | Fiji 157/1 (41) | Fiji wint met 9 wickets Birmingham |
| 13 juni |                 |   |                 | Fiji wint met 9 wickets Birmingham |
|         |                 |   |                 |                                    |

| 13 juni | Verenigde Staten 283/7 (60) | v | Papoea-Nieuw-Guinea 234 (56) | Verenigde Staten wint met 49 runs Market Harborough |
| 13 juni |                             |   |                              | Verenigde Staten wint met 49 runs Market Harborough |
|         |                             |   |                              |                                                     |

| 16 juni | Israël 86 (34) | v | Bermuda 87/1 (13.5) | Bermuda wint met 9 wickets Aldridge |
| 16 juni |                |   |                     | Bermuda wint met 9 wickets Aldridge |
|         |                |   |                     |                                     |

| 16 juni | Canada 356/5 (60) | v | Papoea-Nieuw-Guinea 267/9 (60) | Canada wint met 89 runs Walsall |
| 16 juni |                   |   |                                | Canada wint met 89 runs Walsall |
|         |                   |   |                                |                                 |

| 16 juni | Gibraltar 185/8 (60) | v | Fiji 187/4 (34) | Fiji wint met 6 wickets Banbury |
| 16 juni |                      |   |                 | Fiji wint met 6 wickets Banbury |
|         |                      |   |                 |                                 |

| 16 juni | Verenigde Staten 88 (34.2) | v | Nederland 89/0 (23.4) | Nederland wint met 10 wickets Solihull |
| 16 juni |                            |   |                       | Nederland wint met 10 wickets Solihull |
|         |                            |   |                       |                                        |

| 18 juni | Bermuda 224/9 (60) | v | Verenigde Staten 225/7 (57.2) | Verenigde Staten wint met 3 wickets Stratford-upon-Avon |
| 18 juni |                    |   |                               | Verenigde Staten wint met 3 wickets Stratford-upon-Avon |
|         |                    |   |                               |                                                         |

| 18 juni | Hongkong 261/7 (60) | v | Canada 266/6 (59.3) | Canada wint met 4 wickets Halesowen |
| 18 juni |                     |   |                     | Canada wint met 4 wickets Halesowen |
|         |                     |   |                     |                                     |

| 18 juni | Papoea-Nieuw-Guinea 455/9 (60) | v | Gibraltar 86 (34) | Papoea-Nieuw-Guinea wint met 369 runs Cannock |
| 18 juni |                                |   |                   | Papoea-Nieuw-Guinea wint met 369 runs Cannock |
|         |                                |   |                   |                                               |

| 18 juni | Nederland 425/4 (60) | v | Israël 158 (59.1) | Nederland wint met 267 runs Solihull |
| 18 juni |                      |   |                   | Nederland wint met 267 runs Solihull |
|         |                      |   |                   |                                      |

| 20 juni | Gibraltar 46 (25.4) | v | Canada 48/0 (3.5) | Canada wint met 10 wickets Swindon |
| 20 juni |                     |   |                   | Canada wint met 10 wickets Swindon |
|         |                     |   |                   |                                    |

| 20 juni | Fiji 251 (59.3) | v | Verenigde Staten 255/5 (52.1) | Verenigde Staten wint met 5 wickets Solihull |
| 20 juni |                 |   |                               | Verenigde Staten wint met 5 wickets Solihull |
|         |                 |   |                               |                                              |

| 20 juni | Nederland 327/7 (60) | v | Hongkong 157/9 (60) | Nederland wint met 170 runs Uppington |
| 20 juni |                      |   |                     | Nederland wint met 170 runs Uppington |
|         |                      |   |                     |                                       |

| 20 juni | Papoea-Nieuw-Guinea 377/6 (60) | v | Israël 100 (39.4) | Papoea-Nieuw-Guinea wint met 277 runs Worcester |
| 20 juni |                                |   |                   | Papoea-Nieuw-Guinea wint met 277 runs Worcester |
|         |                                |   |                   |                                                 |

| 23 juni | Gibraltar 143/7 (60) | v | Bermuda 147/3 (28) | Bermuda wint met 7 wickets Sutton Coldfield |
| 23 juni |                      |   |                    | Bermuda wint met 7 wickets Sutton Coldfield |
|         |                      |   |                    |                                             |

| 23 juni | Canada 328/7 (60) | v | Israël 94 (38.3) | Canada wint met 234 runs Shrewsbury |
| 23 juni |                   |   |                  | Canada wint met 234 runs Shrewsbury |
|         |                   |   |                  |                                     |

| 23 juni | Papoea-Nieuw-Guinea 381/8 (60) | v | Fiji 186 (42.2) | Papoea-Nieuw-Guinea wint met 195 runs Haden Hill |
| 23 juni |                                |   |                 | Papoea-Nieuw-Guinea wint met 195 runs Haden Hill |
|         |                                |   |                 |                                                  |

| 23 juni | Hongkong 143 (54) | v | Verenigde Staten 148/5 (24.4) | Verenigde Staten wint met 5 wickets Leamington Spa |
| 23 juni |                   |   |                               | Verenigde Staten wint met 5 wickets Leamington Spa |
|         |                   |   |                               |                                                    |

| 25 juni | Canada 119 (52) | v | Bermuda 123/2 (35.4) | Bermuda wint met 8 wickets Bournville |
| 25 juni |                 |   |                      | Bermuda wint met 8 wickets Bournville |
|         |                 |   |                      |                                       |

| 25 juni | Fiji 103 (40.3) | v | Nederland 106/1 (20.4) | Nederland wint met 9 wickets Gloucester |
| 25 juni |                 |   |                        | Nederland wint met 9 wickets Gloucester |
|         |                 |   |                        |                                         |

| 25 juni | Gibraltar 136 (44.3) | v | Verenigde Staten 137/2 (25) | Verenigde Staten wint met 8 wickets Birmingham |
| 25 juni |                      |   |                             | Verenigde Staten wint met 8 wickets Birmingham |
|         |                      |   |                             |                                                |

| 25 juni | Israël 158 (56) | v | Hongkong 159/2 (48) | Hongkong wint met 8 wickets Barnt Green |
| 25 juni |                 |   |                     | Hongkong wint met 8 wickets Barnt Green |
|         |                 |   |                     |                                         |

| 27 juni | Papoea-Nieuw-Guinea 184 (51.2) | v | Bermuda 188/4 (49.5) | Bermuda wint met 6 wickets Nuneaton |
| 27 juni |                                |   |                      | Bermuda wint met 6 wickets Nuneaton |
|         |                                |   |                      |                                     |

| 27 juni | Fiji 87 (35.5) | v | Hongkong 88/3 (36.3) | Hongkong wint met 7 wickets Dorridge |
| 27 juni |                |   |                      | Hongkong wint met 7 wickets Dorridge |
|         |                |   |                      |                                      |

| 27 juni | Gibraltar 134 (48.5) | v | Nederland 137/2 (11) | Nederland wint met 8 wickets Wellesbourne |
| 27 juni |                      |   |                      | Nederland wint met 8 wickets Wellesbourne |
|         |                      |   |                      |                                           |

| 27 juni | Verenigde Staten 396/4 (60) | v | Israël 149 (40.5) | Verenigde Staten wint met 247 runs Solihull |
| 27 juni |                             |   |                   | Verenigde Staten wint met 247 runs Solihull |
|         |                             |   |                   |                                             |

| 30 juni | Bermuda 217 (56.4) | v | Nederland 187 (59.1) | Bermuda wint met 30 runs Birmingham |
| 30 juni |                    |   |                      | Bermuda wint met 30 runs Birmingham |
|         |                    |   |                      |                                     |

| 30 juni | Canada 356/2 (60) | v | Fiji 109 (39.3) | Canada wint met 247 runs Birmingham |
| 30 juni |                   |   |                 | Canada wint met 247 runs Birmingham |
|         |                   |   |                 |                                     |

| 30 juni | Israël 262 (57.5) | v | Gibraltar 263/7 (58.4) | Gibraltar wint met 3 wickets Warwick |
| 30 juni |                   |   |                        | Gibraltar wint met 3 wickets Warwick |
|         |                   |   |                        |                                      |

| 30 juni | Hongkong 257/8 (60) | v | Papoea-Nieuw-Guinea 259/8 (58) | Papoea-Nieuw-Guinea wint met 2 wickets Olton |
| 30 juni |                     |   |                                | Papoea-Nieuw-Guinea wint met 2 wickets Olton |
|         |                     |   |                                |                                              |

### Halve finale
| 2 juli | Bermuda 201/7 (60) | v | Zimbabwe 205/0 (38.5) | Zimbabwe wint met 10 wickets West Bromwich |
| 2 juli |                    |   |                       | Zimbabwe wint met 10 wickets West Bromwich |
|        |                    |   |                       |                                            |

| 2 juli | Denemarken 224/8 (60) | v | Nederland 225/5 (54.2) | Nederland wint met 5 wickets Birmingham |
| 2 juli |                       |   |                        | Nederland wint met 5 wickets Birmingham |
|        |                       |   |                        |                                         |

### Om de derde en vierde plaats
| 4 juli | Bermuda 155 (37.3) | v | Denemarken 158/4 (26) | Denemarken wint met 6 wickets Halesowen |
| 4 juli |                    |   |                       | Denemarken wint met 6 wickets Halesowen |
|        |                    |   |                       |                                         |

### Finale
| 8 juli | Zimbabwe 243/9 (60) | v | Nederland 218 (58.4) | Zimbabwe wint met 25 runs Lord's |
| 8 juli |                     |   |                      | Zimbabwe wint met 25 runs Lord's |
|        |                     |   |                      |                                  |